# Benton (Luisiana)
Benton es un pueblo ubicado en la parroquia de Bossier en el estado estadounidense de Luisiana. En el Censo de 2010 tenía una población de 1948 habitantes y una densidad poblacional de 384,72 personas por km².

## Geografía
Benton se encuentra ubicado en las coordenadas 32°41′32″N 93°44′25″O / 32.69222, -93.74028. Según la Oficina del Censo de los Estados Unidos, Benton tiene una superficie total de 5.06 km², de la cual 5.06 km² corresponden a tierra firme y (0%) 0 km² es agua.

## Demografía
Según el censo de 2010, había 1948 personas residiendo en Benton. La densidad de población era de 384,72 hab./km². De los 1948 habitantes, Benton estaba compuesto por el 55.29% blancos, el 40.55% eran afroamericanos, el 1.03% eran amerindios, el 0.41% eran asiáticos, el 0.1% eran isleños del Pacífico, el 1.03% eran de otras razas y el 1.59% pertenecían a dos o más razas. Del total de la población el 3.59% eran hispanos o latinos de cualquier raza.